# Ариарат V (Кападокия)
Ариарат V Евсеб Филопатор (на старогръцки: Ἀριαράθης Εὐσεβής Φιλοπάτωρ, Ariaráthēs Eusebḗs Philopátōr) е цар на Кападокия от династията Ариаратиди/Отаниди от 163 пр.н.е. до 130 пр.н.е. или 126 пр.н.е. Той се отличавал с добри качества, занимавал се с философия и духовни науки и се смята за един от най-големите царе на Кападокия.

## Произход и управление
Той се казва първо Митридат. Син е на Ариарат IV Евсеб, цар на Кападокия от 220 пр.н.е. до 163 пр.н.е., и на Антиохида III, дъщеря на Антиох III Велики от Селевкидите и Лаодика III (дъщеря на Митридат II). Брат е на Стратоника IV (съпруга на Евмен II). Той наследява баща си на трона.
Ариарат V следва в Атина при Карнеад и се сприятелява с Атал II. През 160 пр.н.е. той отказва на предложението на Деметрий I Сотер да се ожени за сестра му Лаодика V. Деметрий I обявява война на Кападокия и помага на узурпатора Орофернес, брат на Ариарат V. Ариарат V е свален от трона и бяга през 158 пр.н.е. в Рим. Рим му връща трона обратно и той трябва да управлява заедно с брат си.
През 154 пр.н.е. Ариарат V помага на пергамския цар Атал II против Прусий II и изпраща синът си Деметрий като командир на войската. През 130 пр.н.е. той помага на Рим против Аристоник Пергамски и фамилията получава Киликия и Ликаония.
Със съпругата му Ниса, дъщеря на цар Фарнак I, той има шест сина, които с изключение на един са убити от съпругата му, която искала да получи властта над царството. След като народът убива Ниса, последният останал жив син на Ариарат става негов наследник на трона с името Ариарат VI.
Ариарат V е също приятел на Атина и получава атинското гражданство.